# 静岡県道348号稲取停車場線

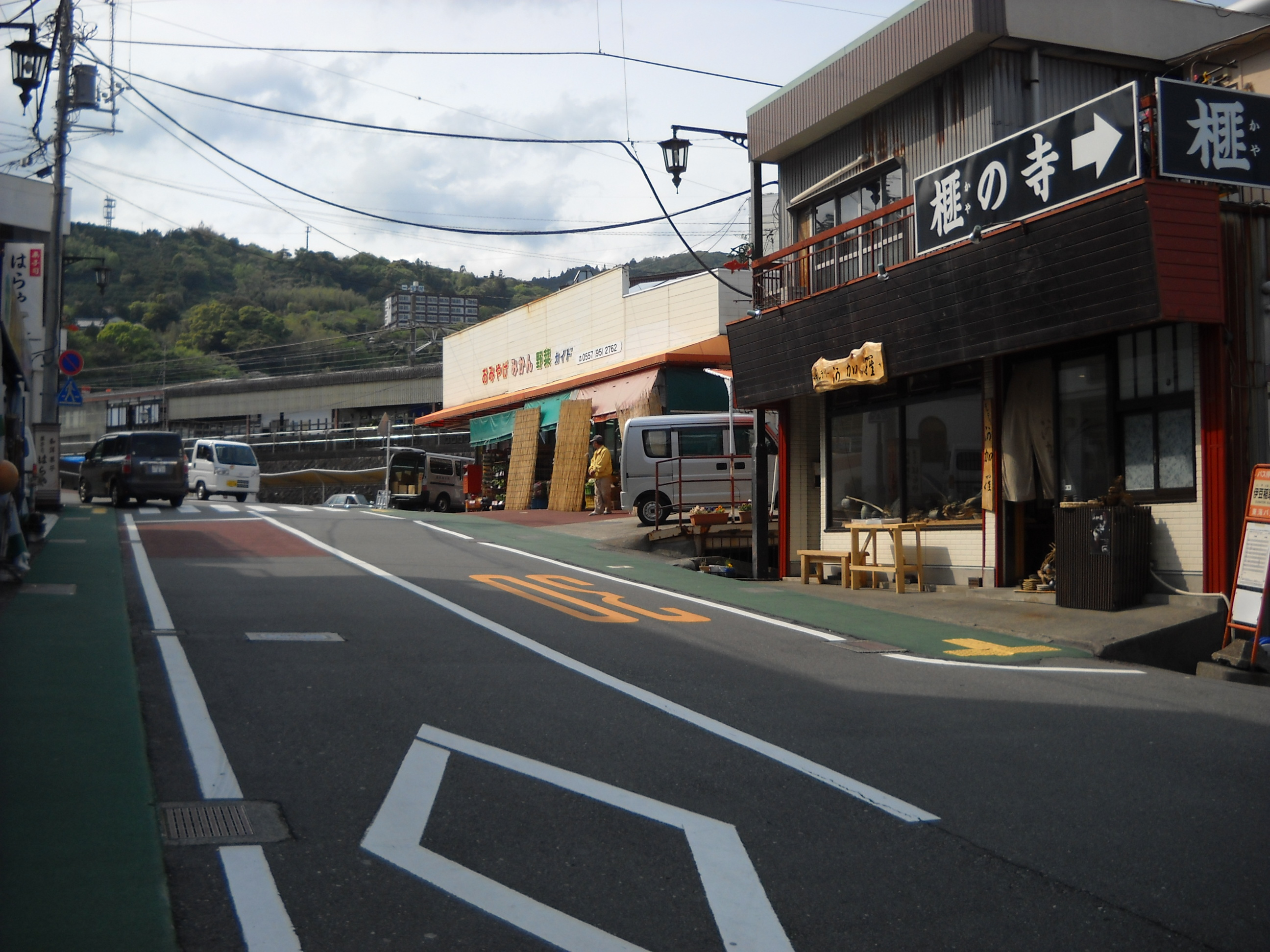
起点の様子

静岡県道348号稲取停車場線（しずおかけんどう348ごういなとりていしゃじょうせん）は、静岡県賀茂郡東伊豆町を通る県道である。

## 概要

### 路線データ
- 起点 : 稲取停車場[1]
- 終点 : 東伊豆町稲取[1]

## 歴史
- 1972年（昭和47年）10月31日 - 県道認定[1]

## 地理

### 通過する自治体
- 静岡県賀茂郡東伊豆町

### 交差する道路
- 国道135号